# HD 124115
HD 124115，又名BD+02 2783，SAO 120334、HR 5307，是一颗恒星，视星等为6.43，位于銀經342.99，銀緯57.87，其B1900.0坐标为赤經14h 6m 26.6s，赤緯+1° 57.87′ 57″。